# キック (サッカー)
サッカーにおけるキック（Kick）は、足でサッカーボールを蹴って移動させることである。キックには使う足の部位や蹴り方によって様々なものがある。また、ゴールに向かって蹴るキックをシュート、味方に向かって蹴るキックをパスと呼ぶ。なお、競技規則上ではキックは「ボールは、競技者が足(踝から爪先まで)または足首で接触した時にキックされたことになる」と定義される。

## インサイドキック（Inside kick）
足の内側（インサイド）の広い部分を使うキック。正面から横方向（蹴り足の内側）の範囲へボールを出すことができる。ボールに当てる足の面積が広いため強くて正確なキックができる。そのため、ショートパスや正確さを求められる場面でのシュートにおいて頻繁に使われる。また、足の内側で擦り上げて回転をかけるフリーキックをする選手もいる。

## アウトサイドキック（Outside kick）
足の外側（踝の下あたり）で蹴るキック。正面から横方向(蹴り足の外側)の範囲へボールを出すことができる。強く蹴ることのできないキックではあるが、小さな動きで自分の向いている方向の横に蹴ることができるため、意表をつくことができる。強く蹴ることができないのでショートパス、稀に近距離のシュートなどで使われる。また、敵を背負いながらでも繰り出すことができるのでポストプレーなどで楔(くさび)のパスにも使われる。

## インステップキック（In step kick）
足の甲で蹴るキック。

## インフロントキック（In front kick）
足首を曲げ、足の甲の内側（親指の付け根（＝母指球）あたり）で蹴るキック。踝の下あたりのインサイドキックよりは正確性では劣る。前方からやや内側へボールを出すことができる。強いボールを蹴ることができるので長距離のキックに向く。また、足首の曲げる深さやボールを蹴るミートポイント等によってカーブをかけたり弾道をコントロールすることが可能で、蹴り足の内側に曲がるボールを蹴ることができる。浮かして遠くへ蹴ることから主にフリーキックやロングパスでよく使われる。

## アウトフロントキック（Out front kick）
足の甲の外側（小指あたり）で蹴るキック。前方からやや外側へボールを出すことができる。インステップやインフロント程ではないがやや強いボールを蹴ることができるので長距離のキックに向く。また、通常とは逆に回転をかけられ、蹴り足の外側に曲がるボールを蹴ることができる。主にロングパスなどで使われる。

## トー（トゥー）キック（Toe kick）
爪先で蹴るキック。前方へボールを出すことができる。非常に小さい動作で速いボール蹴ることが可能で、リーチも長い。非常にコントロールが難しいが、シュートに使われると予想外の動きを生んでゴールが生まれることもある。

## ヒールキック（Heel kick）
踵で蹴るキック。小さい動作で自分の向いている方向の後ろに蹴ることができるため、意表をつくことができる。しかし、自分の背後に蹴るためボールとボールを出す先が確認しづらく、正確に蹴るのは難しい。ショートパスや稀にシュートにも使われる。

## チップキック（Chip kick）
爪先をボールの下側に差し込むようにして蹴ることでボールを浮かせるキック。バックスイングなしでいきなりボールを浮かせたり、通常のキックと同じ動作からボールを浮かせたりすることで相手の意表をつくことができる。ループシュートや相手の頭の上を越えるロブパスなどに使われる。
ペナルティーキックにおいてゴールキーパーの裏をかく意図で試みられることもある。この場合におけるチップキックは、特に「パネンカ」あるいは「クッキアイオ」と呼ばれる。有名な使い手としてはアントニーン・パネンカやフランチェスコ・トッティが挙げられる。

## ボレーキック（Volley kick）
浮き玉を蹴るキック。単にボレーとも呼ぶ。空中にある動いているボールを蹴るのでタイミングが難しい。ワンバウンドして空中に浮いているボールを蹴ることをハーフボレー、ドロップキックと呼ぶ。また、体の正面で蹴るボレーをフロントボレー、体の横で蹴るボレーをサイドボレー、ジャンプして体を投げ出して蹴るボレーをジャンピングボレー、足を頭上に振り上げて蹴るボレーをオーバーヘッドキックと呼ぶ。

## オーバーヘッドキック（Overhead Kick）

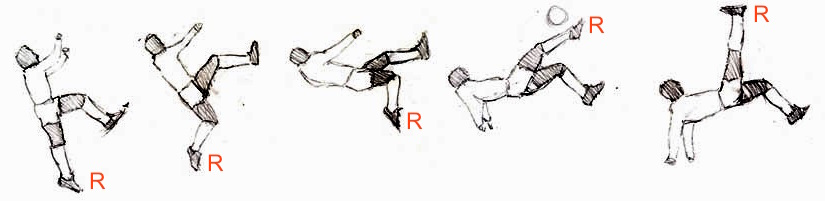
オーバーヘッドキック

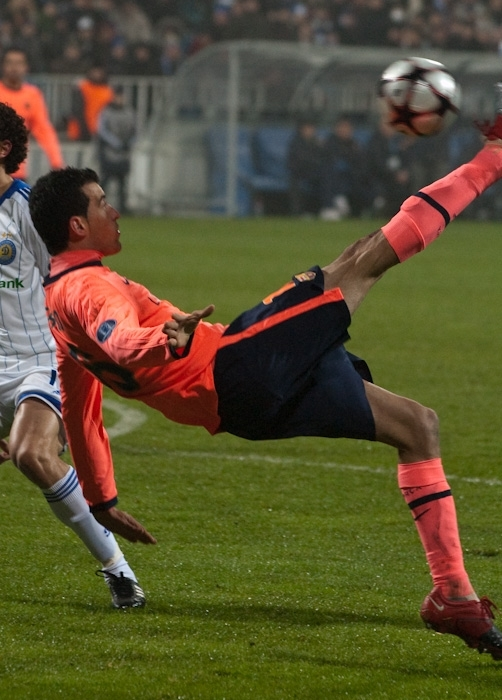
オーバーヘッドキックをするセルヒオ・ブスケツ。

ペルー人が考案した派手な動きが特徴のキック。地面に背を向けた状態で空中にあるボールを頭より高い位置でキックすること。バイシクル（Bicycle Kick）という言葉も同義である。日本ではオーバーヘッドキックの方が一般的であるが、英語圏では自転車のペダルを漕ぐ動きに似ているところからBicycle Kickの方が一般的な表現である。
シュートの場合はペナルティエリア内の浮き球に対して、相手ゴールにちょうど背を向けていた場合に使われることが多い。ゴールを向いている状態でわざわざオーバーヘッドキックに持っていく選手は実際にはほとんどいない。サッカーの試合でもあまり見られることはなく、見られたとしてもゴールが決まることも少ない。オーバーヘッドキックはゴールを狙って放つことは相当な難度を要する。試合中に意識してこのプレイをしようとするものはほとんどおらず、とっさに出ることがほとんどである。
気をつけなければいけないのはペナルティエリア内はチャンスともなると相手味方問わず、選手が密集状態になることがある（コーナーキックやフリーキックの時）。そんな中、オーバーヘッドキックを試みることは非常に危険であり、相手の頭部にキックしてしまったり、キックしようとしている足が相手の頭部に近づいたり、頭部に限らず相手を蹴ってしまったりすると危険なプレイと判断され、ファウルを取られることもある。相手選手にとっても危険だが、自らも気をつけなければならないこととして着地がある。オーバーヘッドキックを試みた後に脚で着地することはまず不可能と言ってよい。従って背中から地面に落ちるのが普通であるが、当然無防備な状態での落下になるので、場合によっては後頭部を地面に打ち付けたり、何かしら体の一部に怪我を負うこともある。
アクロバティックで派手なプレーなので試合を沸かせるプレーである。1994年のアメリカワールドカップでは、サッカー観戦の初心者が多いアメリカ人に対して「オーバーヘッドキック」はバスケットボールで言えば「ダンクシュート」、野球で言えば「本塁打」であり、最もエキサイティングなプレーのひとつである」と紹介された。
オーバーヘッドキックと判断されるのは完全に地面にほぼ平行になった状態でのキックと言われる。背中が斜めを向いていればジャンピングボレーと判断される。
かつてはウーゴ・サンチェスの代名詞でもあった。また、ジャンルカ・ビアリもアクロバティックなゴールが得意で、オーバーヘッドキックで度々ゴールを挙げた。現役の選手でオーバーヘッドキックの名手はリバウド。リバウドが2001年のリーガ・エスパニョーラ最終節でみせたオーバーヘッドキックは伝説となっている。
漫画『キャプテン翼』の主人公大空翼の得意技でもある。彼のようにオーバーヘッドキックした後に倒れず着地することは技術的には不可能ではないが、蹴るというよりは当てるといった方が正しい。

## スコーピオン（Scorpion）
ヒールキックの派生で、前方に腹這いに倒れこむようにジャンプし、両手を地面について着地しつつ踵でボールを前方に蹴る。ダイビングヘッドの目測を誤って空振り時にも続けざまに使用される。その姿がサソリに似ている事から名づけられた。元コロンビア代表のGKレネ・イギータやガンバ大阪在籍時のパトリック・エムボマが披露し彼らの代名詞のひとつとして知られる。また、ラファエル・ファン・デル・ファールトがアヤックス在籍時にペナルティーエリア付近で、クロスをダイレクトでスコーピオンキックで合わせて得点している。

## ラボーナ（Rabona）
軸足の後ろから蹴り足を出し、足を交差させて軸足の外側にあるボールを体とは逆方向に蹴るキック。クロスキックとも呼ばれる。非常に難しい技術である。シュートで使われることがある。
元ブラジル代表リバウドがこよなく愛する。
かつては、マラドーナやロベルト・バッジョなどといったテクニシャン達もしばしば行っていた。最近ではアイマール、エルナン・クレスポ、クリスティアーノ・ロナウド、リカルド・クアレスマ、ロビーニョ、ジョー・コール、エベル・バネガなどが試合中に繰り出すことがある。

## キックフェイント（Kick feint）
ボールを蹴ると見せかけて途中で止めること。フェイントとして使われる。キックフェイントで相手を騙してドリブルなどで抜いたりする実用的なテクニック。